# Dicranomyia decincta
Dicranomyia decincta är en tvåvingeart som beskrevs av Edwards 1923. Dicranomyia decincta ingår i släktet Dicranomyia och familjen småharkrankar. Inga underarter finns listade i Catalogue of Life.